# Inhibitor preuzimanja serotonin-norepinefrin-dopamina
Inhibitor preuzimanja serotonin-norepinefrin-dopamina (SNDRI), takođe poznat kao trostruki inhibitor ponovnog preuzimanja (TRI), je vrsta leka koji deluje kao kombinovani inhibitor ponovnog uzimanja monoaminskih neurotransmitera serotonina, norepinefrina i dopamina. To čini istovremenim inhibiranjem transportera serotonina (SERT), transportera norepinefrina (NET) i transportera dopamina (DAT), respektivno. Inhibicija ponovnog preuzimanja ovih neurotransmitera povećava njihovu ekstracelularnu koncentraciju i, prema tome, dovodi do povećanja serotonergičke, adrenergičke i dopaminergičke neurotransmisije. Prirodni i moćni SNDRI kokain se široko koristi rekreativno i često ilegalno zbog euforičnih efekata koje proizvodi.
Drugi SNDRI su razvijeni kao potencijalni antidepresivi i tretmani za druge poremećaje, kao što su gojaznost, zavisnost od kokaina, poremećaj pažnje sa hiperaktivnošću (ADHD) i hronični bol. Oni su proširenje selektivnih inhibitora ponovnog uzimanja serotonina (SSRI) i inhibitora ponovnog uzimanja serotonina-noradrenalina (SNRI) pri čemu se smatra da dodavanje dopaminergičkog dejstva pruža mogućnost povećanja terapeutske koristi. Međutim, povećani neželjeni efekti i potencijal zloupotrebe predstavljaju potencijalnu zabrinutost ovih agenasa u odnosu na njihove SSRI i SNRI srodnike.
SNDRI su slični neselektivnim inhibitorima monoamin oksidaze (MAOI) kao što su fenelzin i tranilcipromin po tome što povećavaju dejstvo sva tri glavna monoaminska neurotransmitera. Oni su takođe slični agensima za oslobađanje serotonin–noradrenalina–dopamina (SNDRA) kao što su MDMA („ekstazi“) i α-etiltriptamin (αET) iz istog razloga, iako deluju preko drugačijeg mehanizma i imaju različite fiziološke i kvalitativne efekte.
Iako su njihovi primarni mehanizmi delovanja kao antagonisti NMDA receptora, ketamin i fenciklidin su takođe SNDRI i na sličan način se susreću kao zloupotrebljavani lekovi.

## Indikacije

### Depresija
Teža depresijska epizoda (engl. Major depressive disorder, MDD) je glavni razlog koji podržava potrebu za razvojem SNDRI lekova. Prema Svetskoj zdravstvenoj organizaciji, depresija je vodeći uzrok invaliditeta i 4. vodeći faktor koji doprinosi globalnom teretu bolesti u 2000. Do 2020. godine predviđa se da će depresija dostići 2. mesto na rang-listi DALYs.
Procenjuje se da je oko 16% populacije pogođeno težom depresijom, a još 1% je pogođeno bipolarnim poremećajem, jednom ili više puta tokom života pojedinca. Prisustvo uobičajenih simptoma ovih poremećaja se zajednički nazivaju „depresivni sindrom“ i uključuje dugotrajno depresivno raspoloženje, osećaj krivice, anksioznost i ponavljajuće misli o smrti i samoubistvu. Mogu se javiti i drugi simptomi, uključujući lošu koncentraciju, poremećaj ritma spavanja (nesanica ili hipersomnija) i jak umor. Pojedinačni pacijenti imaju različite podgrupe simptoma, koji se mogu menjati tokom bolesti, naglašavajući njenu višestruku i heterogenu prirodu. Depresija je često veoma komorbidna sa drugim bolestima, npr. kardiovaskularne bolesti (infarkt miokarda, moždani udar), dijabetes, rak. Depresivni subjekti su skloni pušenju, zloupotrebama supstanci, poremećajima u ishrani, gojaznosti, visokom krvnom pritisku, patološkom kockanju i zavisnosti od interneta, i u proseku imaju 15 do 30 godina kraći životni vek u poređenju sa opštom populacijom.

## Spoljašnje veze
- Медији везани за чланак Inhibitor preuzimanja serotonin-norepinefrin-dopamina на Викимедијиној остави